# Obirkî, Bahmaci
Obirkî (în ucraineană Обірки) este un sat în comuna Matiivka din raionul Bahmaci, regiunea Cernihiv, Ucraina.

## Demografie
Componența lingvistică a localității Obirkî
     Ucraineană (100%)
Conform recensământului din 2001, toată populația localității Obirkî era vorbitoare de ucraineană (100%).